# イワツクバネウツギ属
イワツクバネウツギ属（イワツクバネウツギぞく、学名：Zabelia (Rehder) Makino (1948)）は、スイカズラ科の属の一つ。本属は、かつて、ツクバネウツギ属 Abelia R.Br. (1818) に分類されていたが、同属から分離された属である。

## 特徴
落葉低木でさかんに分枝する。幹および古い枝に6条の縦溝があり、枝の節部が膨らむ。髄は中実。しばしば若い枝には下向きの剛毛がある。葉は単葉で対生し、葉柄の基部は相対する葉柄と合生して膨らみ、腋芽を包み、宿存する。花は1-3個が集まり、枝先に密穂花序になることが多い。萼裂片は4-5個になり、果時まで宿存する。花冠は高坏状になり、筒部は円筒形、先端は4-5裂し平開する。雄蕊は4個あり、うち2個が長く、花糸に毛が多い。雌蕊は細く線状、柱頭は頭状になる。子房は下位で、細長い円筒形、3室ありうち1室のみ稔性がある。果実は円筒形の痩果で、中に種子を1個いれる。花粉は3溝粒で外膜は平滑であり、ツクバネウツギ属の花粉にある小さな刺状突起がない。

## 分布
世界に約10種ある。ウスリー、日本、朝鮮半島、中国大陸、ヒマラヤ、中央アジア東部、アフガニスタンに分布する。

## 名前の由来
属名 Zabelia は、ドイツの樹木学者 Hermann Zabel への献名である。はじめ、この名前は、ツクバネウツギ属 Abelia の下位分類である節であったが、牧野富太郎 (1948) が属の独立を提唱した際に、Abelia の発音に近いことから、牧野によって選ばれた。
和名イワツクバネウツギ属は、植物学者の久内清孝および原寛 (1954) による命名である。久内および原は、植物研究雑誌による原著論文「イワツクバネウツギ属」において、「ツクバネウツギ属中の Zabelia 節に関し，牧野富太郎博士は分類学的見解から，また Erdtman 博士は花粉学上から独立属に価すると主張された。我々は更に本誌29巻4号に公表された幾瀬，黒沢両女史の研究と，亘理博士の木部形態学上の新知見とを採択して Zabelia 属の設置を認め，これをイワツクバネウツギ属と呼ぶこととし，牧野博士の意志表示を現行命名規約に基き合法化するための処置としてラテン語の記載文をつけ，かつ Abelia 属より当然本属に移されるべきものについては必要な新組合を行った」としている。

## 種

### 日本に分布する種
- イワツクバネウツギ Zabelia integrifolia (Koidz.) Makino ex Ikuse et S.Kuros.[8] - 日本固有種[4]。本州の関東地方以西、四国。九州に分布する[3]。

### 上記以外の主な種
- トウツクバネウツギ Zabelia biflora (Turcz.) Makino[9] - 中国名、六道木。中国大陸、朝鮮半島、極東ロシアに分布する[10]。
- Zabelia densipila M.P.Hong, Y.C.Kim et B.Y.Lee - 2012年記載の新種。朝鮮半島産[11]。
- Zabelia dielsii (Graebner) Makino - 中国名、南方六道木。中国大陸に分布する[12]。
- モウサンツクバネウツギ Zabelia mosanensis (T.H.Chung ex Nakai) Hisauti et H.Hara - 朝鮮半島産[13]。
- Zabelia trifloral (R. Brown) Makino - 中国名、醉鱼草状六道木。中国大陸に分布する[14]。
- ヒナツクバネウツギ Zabelia tyaihyonii (Nakai) Hisauti et H.Hara - 朝鮮半島産[15]。

## ギャラリー

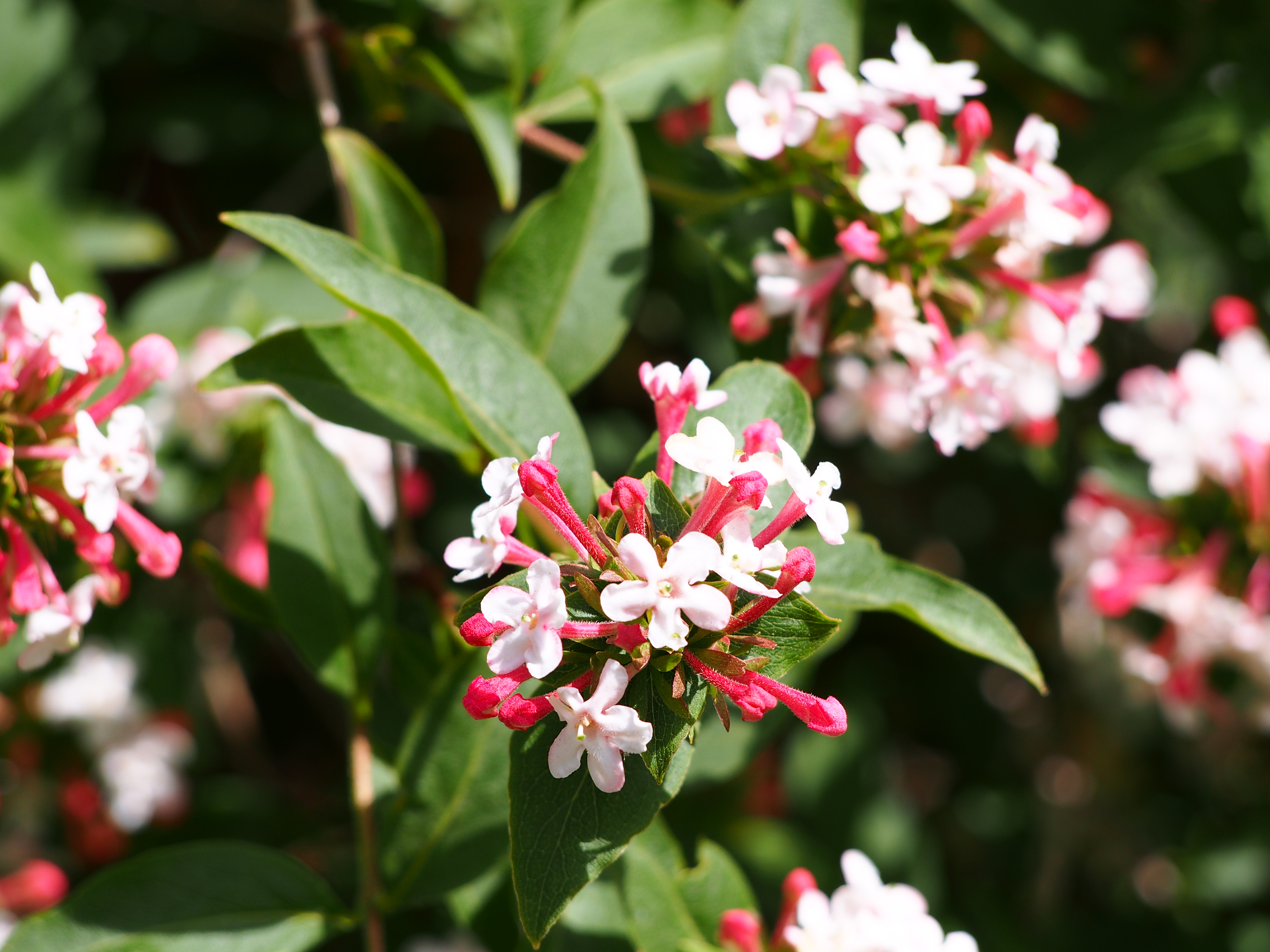
Zabelia biflora
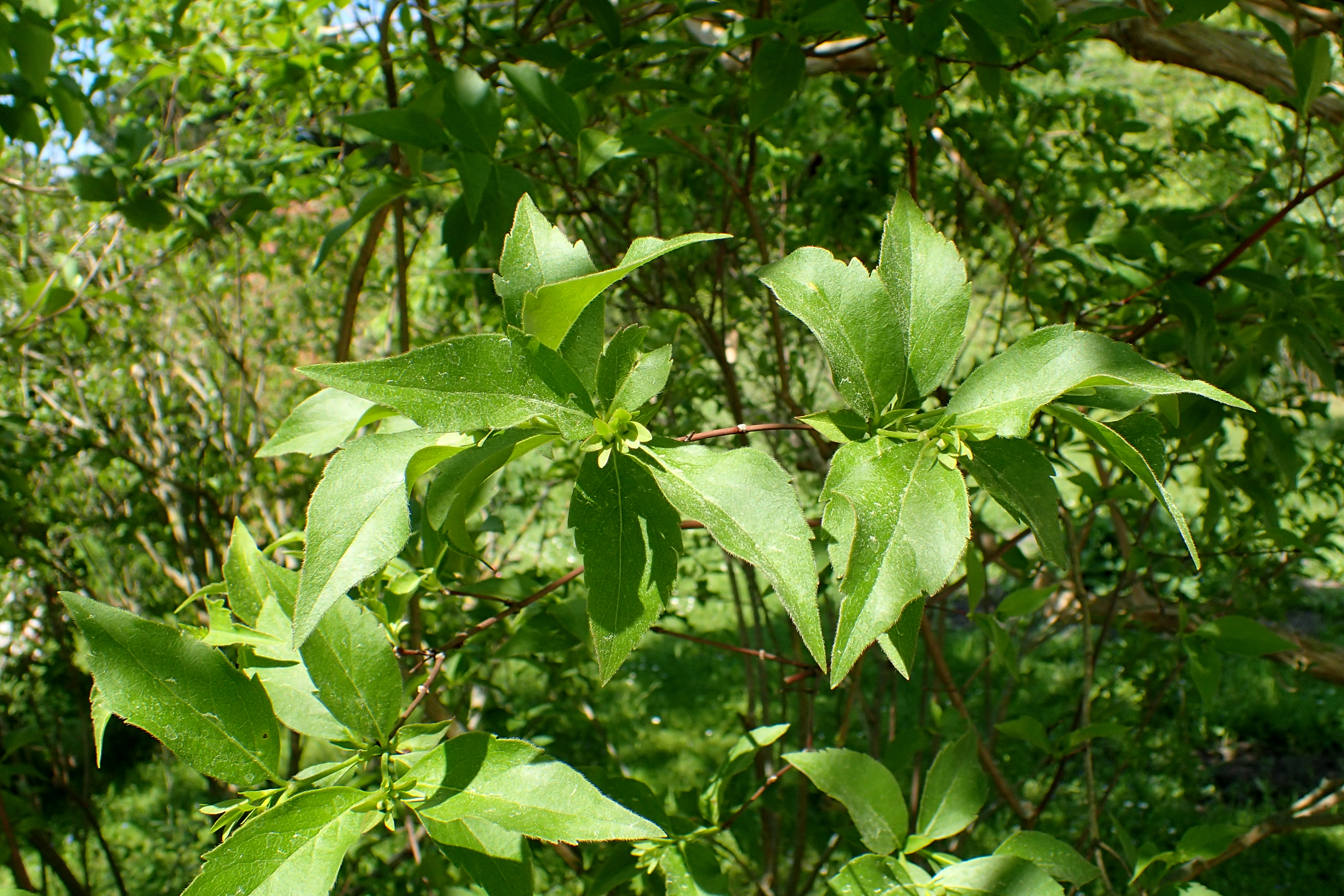
Zabelia dielsii
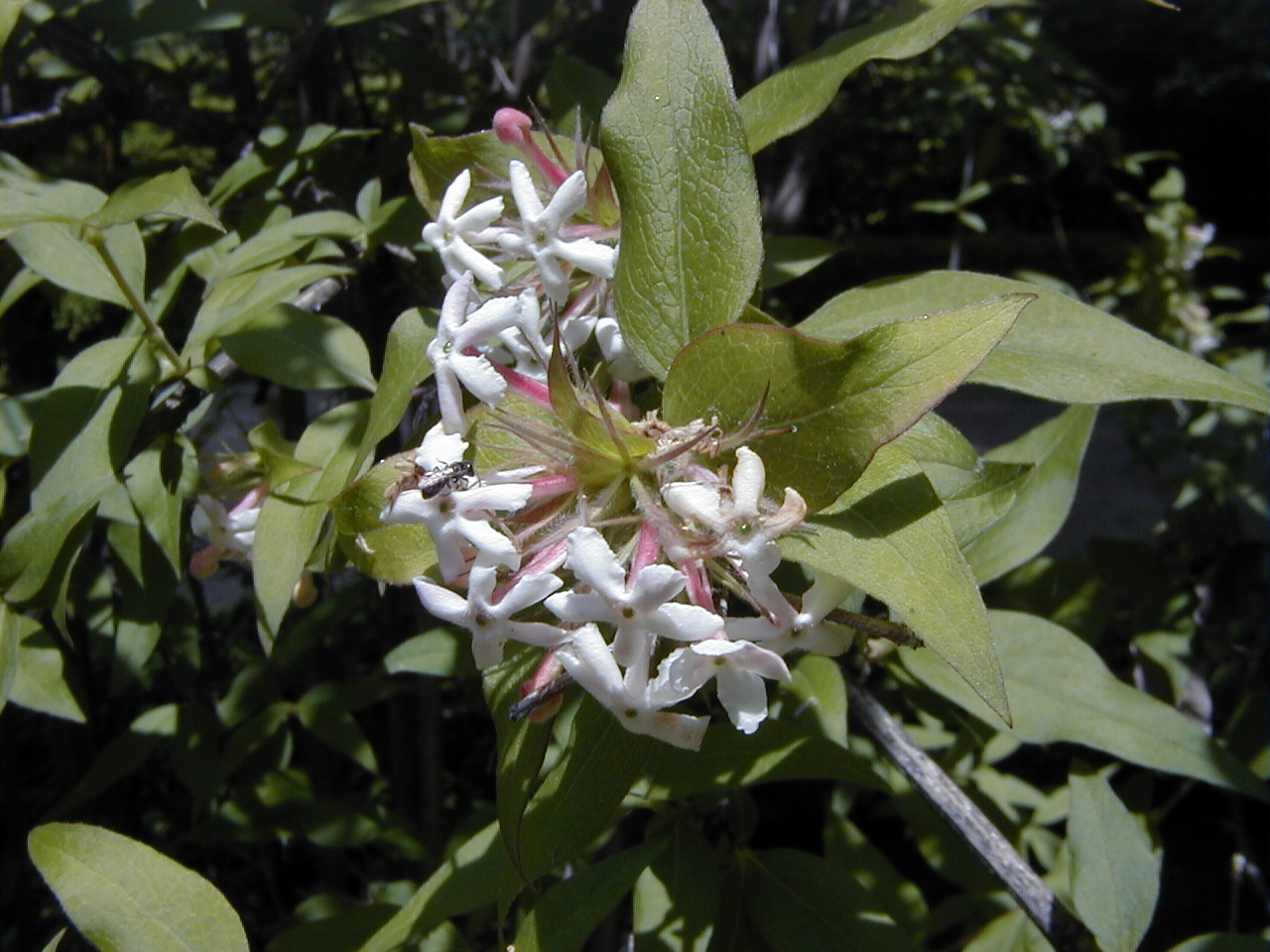
Zabelia trifloral
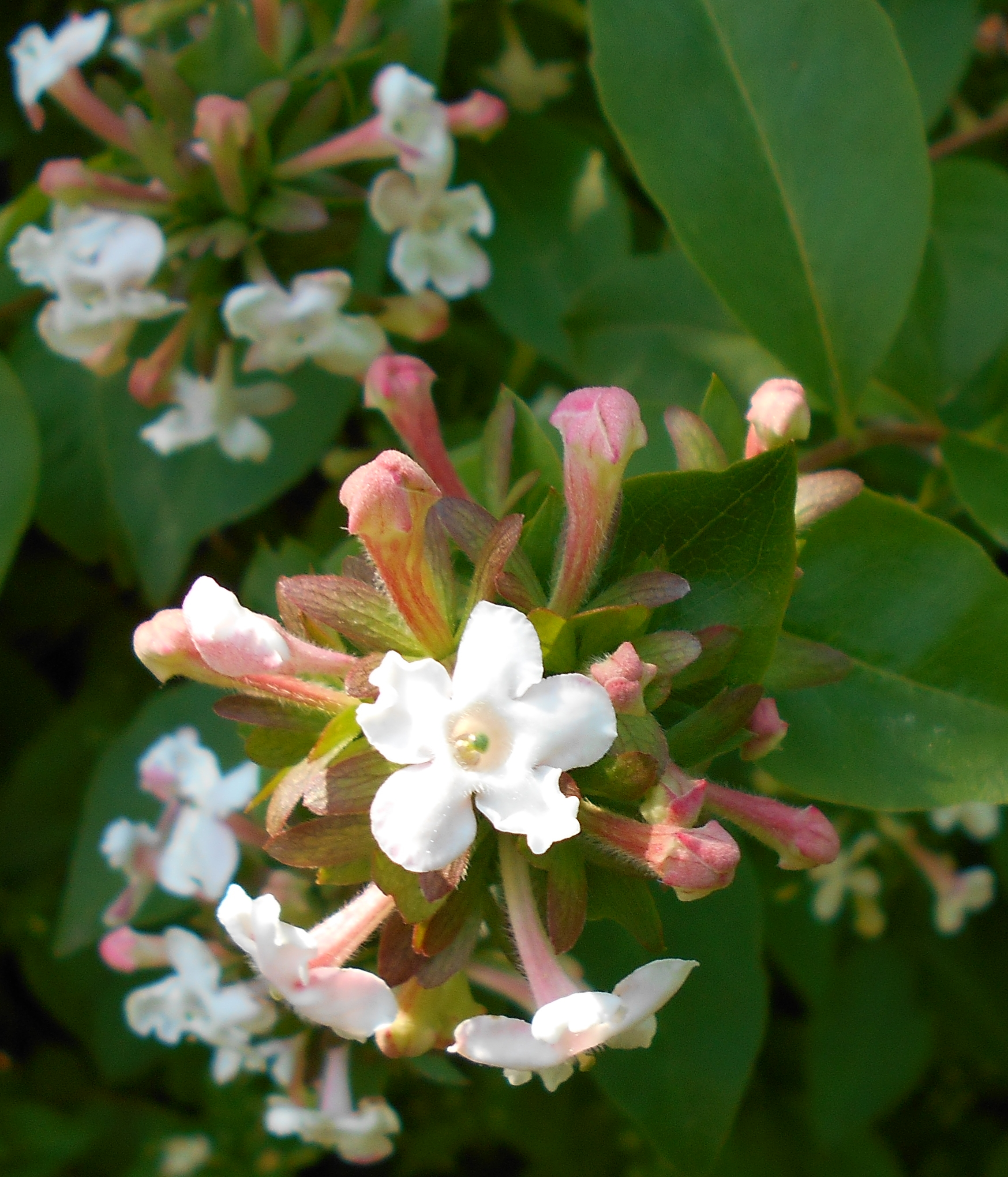
Zabelia tyaihyoni